# MS-DOS
MS-DOS (Microsoft Disk Operating System) je operační systém firmy Microsoft, který patří do rodiny mnoha podobných a kompatibilních DOS systémů pro počítače IBM PC kompatibilní. Prodej začal v srpnu 1981, jednalo se o přejmenovaný systém 86-DOS zakoupený od firmy Seattle Computer Products. MS-DOS byl dále licencován firmě IBM a distribuován pod jménem IBM PC DOS. Operačním systémem osobních počítačů IBM PC a kompatibilních býval téměř výlučně MS-DOS nebo některý z jeho klonů. Po roce 1995 byl vytlačen graficky vyspělejším systémem Windows.
MS-DOS byl v roce 1995 integrován do systému Windows 95. Řada Windows NT již MS-DOS neobsahuje, jeho prostředí je pouze emulováno prostřednictvím NTVDM. MS-DOS verze 6.0 a 6.22 jsou stále dostupné předplatitelům MSDN. V roce 2014 Microsoft ve spolupráci s Computer History Museum zveřejnil zdrojové kódy MS-DOSu 1.1 a 2.0, ovšem pod licencí znemožňujíci jejich komerční využití. Volně dostupnou open source alternativou je FreeDOS.

## Počátky
Počátky operačního systému MS-DOS se datují k 12. srpnu 1981. Společnost IBM spolu se společností Intel dokončovaly na počátku 80. let počítač pro širokou veřejnost s názvem IBM PC 5150. Společnost se však potýkala s problémem při tvorbě operačního systému TopView. Projekt se začal opožďovat. Proto se IBM rozhodla zkusit kromě TopView ještě něco jiného, pro případ, že by TopView nebyl v době uvedení počítače hotov.
Firma Microsoft mezitím koupila za pouhých 75 000 dolarů od firmy Seattle Computer Products (SCP) systém QDOS (Quick and Dirty Operating System – rychlý a „špinavý“ operační systém) neboli 86-DOS, vytvořený v roce 1980 a založený na operačním systému pro CP/M od Garyho Kildalla. Zakoupený systém byl přejmenován na MS-DOS a vydán pod stejným číslem verze 1.10. Zároveň byl licencován firmě IBM, která ho pro IBM PC 5150 dodávala jako jeden ze tří dostupných systémů pod názvem IBM PC DOS.

## Základní vlastnosti

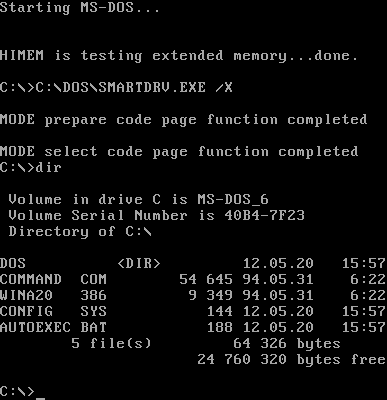
Příkazový řádek MS-DOS

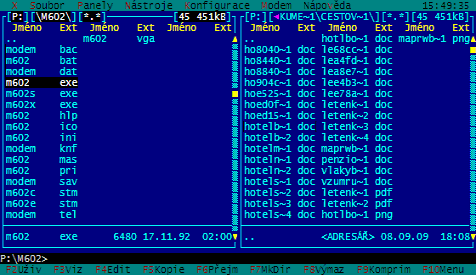
Typická podoba správce souborů v MS-DOS, zde český M602

Cena PC 5150 byla v přepočtu asi sto tisíc korun. Počítač obsahoval procesor Intel 8086 o taktu 4,77 MHz, paměť 64 kB RAM, černobílý monitor, klávesnici, disketovou mechaniku a MS-DOS (v ceně). Za jiné operační systémy (i kvalitnější) musel zákazník zaplatit nemalou částku. Přesto tento počítač dosáhl během několika měsíců neuvěřitelného rozšíření (až milion prodaných kusů). Třebaže byl MS-DOS zastaralý, jen málo zákazníků si vybralo něco jiného.
MS-DOS umožňoval běžnou práci se soubory a složkami (přesouvání, kopírování, mazání, vytváření, parametry,…), spouštění programů, formátovat pevné disky a diskety, vytvářet tzv. dávkové soubory, které čítaly několik po sobě jdoucích příkazů (například autoexec.bat, jenž i v operačních systémech Windows 95 a Windows 98 startuje automaticky s počítačem a zavádí ovladače do paměti; v operačních systémech založených na řadě NT se z něj používá jen minimum) a mnoho dalších, již méně podstatných funkcí. 
Jako implicitní uživatelské rozhraní zde sloužil příkazový řádek COMMAND.COM. Pro manipulaci se soubory a pro spouštění aplikací se využívaly různé správce souborů. Nejrozšířenějším správcem souborů pro MS-DOS byl Norton Commander, díky své malé velikosti (>100 KB) byl také široce používaný Volkov Commander, dále také český správce M602.
Od roku 1981 Microsoft vytvořil mnoho dalších verzí MS-DOS, ta poslední, 6.22, samostatně prodávaná pochází z dubna 1994. Další verze, 7.0, již byla součástí Windows 95, verze 7.1 přišla spolu s Windows 98 a verze 8.0, již velmi „ořezaná“, byla k nalezení ve Windows ME. Zajímavostí je, že do češtiny byl MS-DOS přeložen až s příchodem Windows 95, starší verze měly pouze podporu pro psaní a zobrazování českých znaků, s uživatelem ale komunikovaly anglicky.

## Problémy se správou paměti v MS-DOS

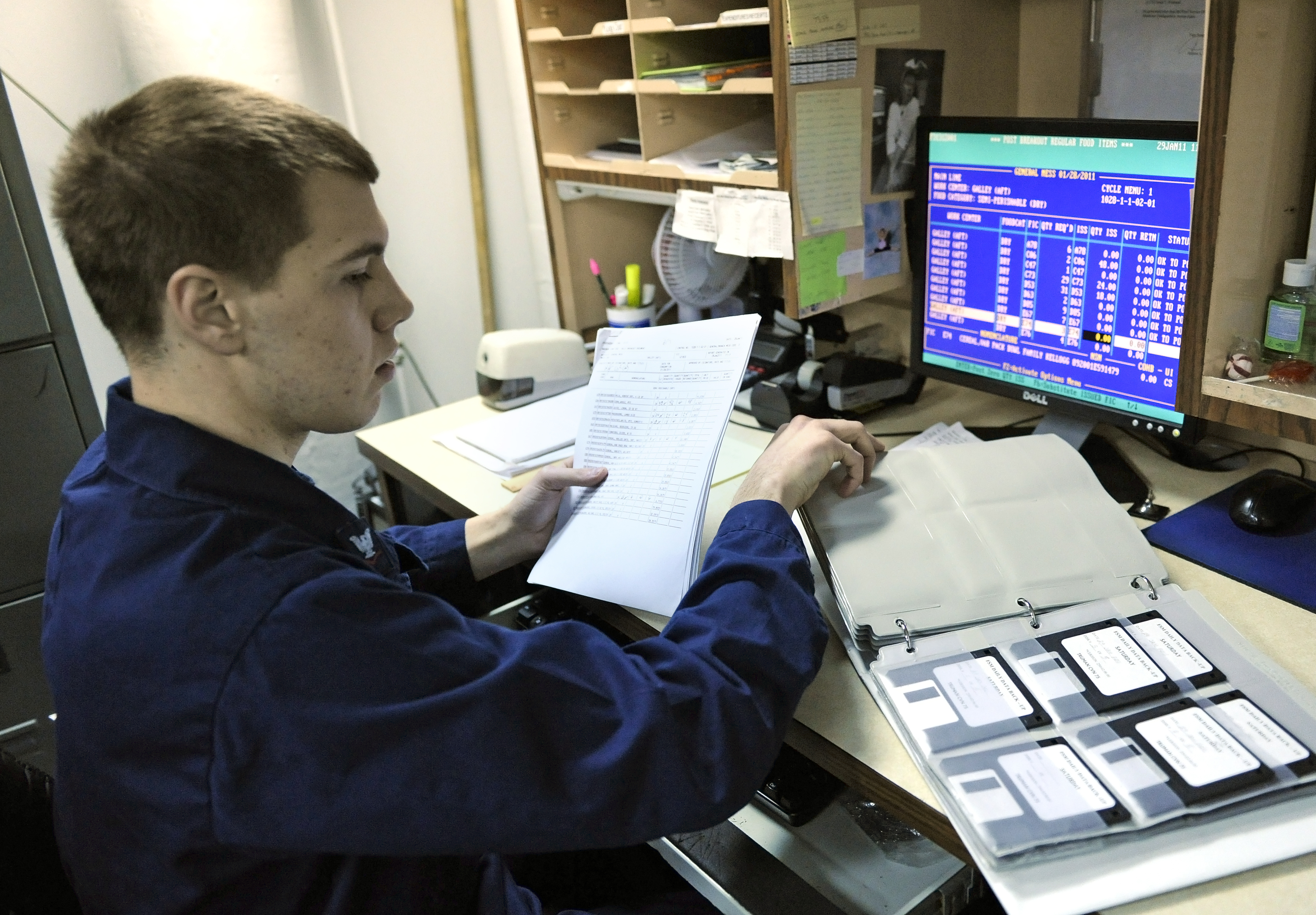
Různé aplikace na bázi MS-DOS jsou dodnes vcelku rozšířené. Zde je např. zásobování letadlové lodi řešeno přes takový systém (fotografie z ledna 2011).

Jedním z problémů spouštění programů v MS-DOSu je správa paměti. Použitý procesor Intel 8086 umožňuje adresovat pouze 1MB. Tento prostor byl pro účely operačního systému na počátku rozdělen na 640 KB (konvenční) paměti a zbytek do 1 MB byl využit pro BIOS a paměti periferií. 
Z původního rozdělení paměti pramení mnoho problémů. Některé programy vyžadují určité množství konvenční paměti a některé potřebují i jeden z druhů rozšířené paměti, některé programy naopak nefungovaly po zpřístupnění rozšířené paměti. Muselo se tedy přesně nastavit před zavedením DOSu, jakou část paměti dostanou programy k dispozici. To šlo provést v souborech AUTOEXEC.BAT a CONFIG.SYS, zde bylo možné nastavit zavedení ovladačů Emm386.exe (či Qemm386.sys) nebo Himem.sys při spuštění systému. Pomocí ovladače Himem mohly přistupovat k rozšířené paměti jen novější procesory než 8086 (80286, 80386, 80486), avšak některé programy i tak vyžadovaly ovladač Emm.
Protože se výrobci potřebovali domluvit, později vzniklo pro systém Windows 3.0 standardní API zvané DPMI (DOS Protected Mode Interface), které sjednocovalo nejenom práci s různými druhy paměti, ale celkově spolupráci DOS programů v chráněném režimu. Nebyl proto problém, aby existovaly DOSové programy využívající třeba celou dostupnou paměť. Jinak řečeno, problém se správou paměti v MS-DOSu byl díky zavedení standardu DPMI vyřešen.

## Klony MS-DOSu
Později vznikly klony systému MS-DOS, které jsou obecně nazývány jako DOS. Velmi známý je například DR-DOS, FreeDOS, apod.

## Budoucnost MS-DOSu
S přechodem Windows na jádro NT (od Windows 2000 dále), přešel Microsoft na 32bitový Windows shell. Do značné míry přebral syntaxi MS-DOSu, ale je postupně vyvíjen. Aktuální verze (2015) je 2 a lze jí zjistit ze systémové proměnné %cmdextversion%. Skripty (soubory BAT a CMD) a jsou vykonávány interpreterem CMD.EXE. Vývoj interpreteru CMD.EXE a rozšiřování jeho funkčnosti je ukončena, protože byl zcela nahrazen od Windows Vista zcela novým skriptovacím jazykem PowerShell.